# Oktjabrskoje (Kaliningrad, Polessk)
Oktjabrskoje (russisch Октябрьское, deutsch Panzerlauken, 1938 bis 1945 Panzerfelde, litauisch Pancerlaukiai) ist ein Ort in der russischen Oblast Kaliningrad. Er gehört zur kommunalen Selbstverwaltungseinheit Stadtkreis Polessk im Rajon Polessk.

## Geographische Lage
Oktjabrskoje liegt 29 Kilometer östlich von Polessk (Labiau) an der Grenze zum Rajon Slawsk. Durch den Ort verläuft eine Nebenstraße, die Kaschtanowo (Schmilgienen/Kornfelde) an der Regionalstraße 27A-145 (ex A190) mit Winogradnoje (Schaudienen/Kornhöfen) verbindet. Bis 1945 war Uszballen/Mühlenau der nächste Haltepunkt an der Bahnstrecke Kaliningrad–Sowetsk (Königsberg–Tilsit), die jetzt über die Station Salessje-Nowoje zu erreichen ist.

## Geschichte
Das einst Panzerlauken genannte Dorf bestand vor 1945 lediglich aus ein paar verstreut liegenden kleinen Höfen. Zwischen 1874 und 1945 war das Dorf in den Amtsbezirk Uszballen (1936 bis 1938: Uschballen, 1938 bis 1946: Mühlenau, heute nicht mehr existent) eingegliedert, der zum Kreis Labiau im Regierungsbezirk Königsberg der preußischen Provinz Ostpreußen gehörte. Am 3. Juni 1938 wurde der Ort in „Panzerfelde“ umbenannt.
In Kriegsfolge kam der Ort 1945 mit dem nördlichen Ostpreußen zur Sowjetunion. Im Jahr 1947 erhielt er die russische Bezeichnung Oktjabrskoje und wurde gleichzeitig dem Dorfsowjet Salessowski selski Sowet im Rajon Bolschakowo zugeordnet. Seit 1965 gehört der Ort zum Rajon Polessk. Von 2008 bis 2016 gehörte Oktjabrskoje zur Landgemeinde Salessowskoje selskoje posselenije und seither zum Stadtkreis Polessk.

### Einwohnerentwicklung
| Jahr | Einwohner |
| ---- | --------- |
| 1910 | 167       |
| 1933 | 131       |
| 1939 | 138       |
| 2002 | 43        |
| 2010 | 29        |

## Kirche
Fast ausnahmslos evangelischer Konfession war die Bevölkerung Panzerlaukens resp. Panzerfeldes und gehörte somit bis 1945 zum Kirchspiel der Kirche Mehlauken (1938 bis 1946: Liebenfelde, russisch: Salessje) im Kirchenkreis Labiau in der Kirchenprovinz Ostpreußen der Kirche der Altpreußischen Union. Heute liegt Oktjabrskoje im Einzugsbereich der neu entstandenen evangelisch-lutherischen Gemeinde in Bolschakowo (Groß Skaisgirren, 1938 bis 1946 Kreuzingen), einer Filialgemeinde in der Kirchenregion der Salzburger Kirche in Gussew (Gumbinnen), die Teil der Propstei Kaliningrad der Evangelisch-lutherischen Kirche Europäisches Russland ist.